# Xã Crow Lake, Quận Stearns, Minnesota
Xã Crow Lake (tiếng Anh: Crow Lake Township) là một xã thuộc quận Stearns, tiểu bang Minnesota, Hoa Kỳ. Năm 2010, dân số của xã này là 318 người.